# 정평호
정평호(1979년 4월 18일 ~ )는 전 대한민국의 남자 배구 선수였다. 2002년 삼성화재에 입단, 상무를 거쳐 수원 KEPCO 45(현재 수원 한국전력 빅스톰)에서 선수 생활을 한 후 2009-2010 시즌이 끝난 후 은퇴하였다.

## 약력

### 학창 시절
정평호는 경상남도 통영시 원평초등학교 3학년때부터 배구를 시작하였다. 어릴 때부터 배구를 시작한 그는 기본기가 탄탄해졌을 뿐만 아니라 강력한 힘과 점프력을 자랑하기 시작하였다. 한때 한국 배구 연맹 게시판에 올라온 글에 의하면 그는 중학교 3학년 시절에 점프력이 매우 좋아 1m를 육박하였고, 라이벌인 이경수조차 따라오지 못할 정도의 점프력과 파워를 가졌다고 한다.
고등학교 때에는 최부식 (현 인천 대한항공 점보스), 고희진 (현 대전 삼성화재 블루팡스), 김영래 (현 수원 한국전력 빅스톰)와 함께 마산중앙고등학교의 전성 시대를 열며 각종 대회를 석권하는 데 기여하였다. 당시 한국 방송 공사 배구 해설위원인 오관영 씨는 "고등부에서는 라이벌을 찾기 어렵다. 제2의 신진식이 나타났다"며 칭찬을 아끼지 않았다고 한다.

### 대학, 프로 출범 전
성균관대학교에 입학하자 정평호는 곧바로 주전 자리를 잡게 되었고, 힘있는 공격으로 팀을 이끌었다. 그는 안정된 리시브와 강한 스파이크 서브, 공격으로 "제2의 신진식"이라는 찬사를 받았다.
그는 2001년 삼성화재 배구단에 스카우트되어 입단하였지만, 키가 작은 데다 레프트 포지션에 신진식, 석진욱이 있었기 때문에 주전에서 밀리게 되었다. 이듬해 그는 상무에 입단하였다. 상무 시절에 포지션을 라이트로 바꾸었고, 2년간의 병역 의무를 마친 후 곧바로 삼성화재를 떠나 한국전력으로 이적했다. 이는 당시 삼성화재뿐만 아니라 배구판에 팽배한 "팀에 필요하지 않은 선수라도 상대 팀에 보낼 바에는 은퇴시켜 버린다"는 논리가 통하고 있던 상황에 비하면 매우 이례적인 일이었다.

### 프로 출범 후
한국전력은 프로 전환 전까지 아마추어 팀 초청 자격으로 네 번의 시즌에 참여했는데, 이 때문에 선수 수급이 어려웠고, 그나마도 다른 프로 팀에서 방출당한 선수를 데려가는 상태였다. 게다가 선수들의 신장이 작기 때문에 셋업 플레이를 위주로 경기를 풀어나가야 했다. 이런 어려운 상황에서도 정평호는 높은 공격 성공률로 많은 득점을 올렸다.
한국전력은 다른 프로 팀에게 늘 패하는 성적을 거둠에도 불구하고 그는 2005년 원년 프로 리그에서 기량 발전상을 수상하였고, 시즌이 거듭될수록 많은 공격 성공으로 팀의 에이스로 자리잡게 되었다. NH농협 2008~2009 V-리그에서는 팀이 계속되는 연패에도 불구하고 꾸준한 활약을 보여 줬으며, 특히 천안 현대캐피탈 스카이워커스와의 경기에서는 강한 서브와 공격을 앞세워 수원 KEPCO 45가 현대캐피탈을 꺾는 큰 이변을 일으키는 데 기여하였다. 은퇴 후 한국전력공사 마산지사에서 일반직원으로 근무하다가, 2012년 V-리그 승부조작 사건에 연루되어 구속되었다.

## 수상 경력
- KT&G 2005 V-리그 기량 발전상

## 에피소드
- 중학교 시절 당시 마산서중학교 배구부 감독이 그에게 "2층 스탠드 위에 있는 유리창을 깨면 선수들 모두 쉬게 해준다"는 말을 농담으로 했는데 실제로 그가 때린 공이 크게 바운드되어 2층 스탠드 위에 있는 유리창이 깨지는 일이 있었다고 한다.[1]
- 중학교 3학년 시절 마산중앙고등학교 배구부와 경북대학교 사범대학 부설고등학교 배구부와의 연습 경기에서 그가 마산중앙고등학교 선수로 투입되자 분위기가 반전되었고, 경북사대부고 배구부 감독이 경기가 풀리지 않게 되자 자신의 선수들에게 얼차려를 주었다고 한다.[1] 게다가 마산중앙고등학교 배구부가 이기자 경북사대부고 선수들이 "정말 중학생 맞냐?"고 물어보고는 이내 넋을 잃었다고 한다.
- 2007년 11월에 한국 배구 연맹 홈페이지에 "우리는 승수나 채워주는 바보가 아닙니다"라며 장문의 글을 올린 적이 있었다. 글이 올라간 후 많은 호응을 얻기도 했다.[3]